# 静岡市議会
静岡市議会（しずおかしぎかい）は、静岡県の県庁所在地・政令指定都市である静岡市の議会である。

## 概要
- 定数：48人
- 任期：4年
- 選挙区：各行政区を選挙区とする中選挙区制（単記非移譲式）
- 議長：井上恒彌（自由民主党静岡市議会議員団）
- 副議長：丹沢卓久（自由民主党静岡市議会議員団）

## 選挙区
- 静岡市議会の選挙制度は、各行政区を選挙区とする中選挙区制（単記非移譲式）である。

| 選挙区 | 定数 |
| ------ | ---- |
| 葵区   | 17   |
| 駿河区 | 15   |
| 清水区 | 16   |
| 計     | 48   |

## 会派
| 会派名                           | 議員数 | 所属党派                 | 女性議員数 | 女性議員の比率(%) |
| -------------------------------- | ------ | ------------------------ | ---------- | ----------------- |
| 自由民主党静岡市議会議員団       | 22     | 自由民主党               | 2          | 9.1               |
| 志政会                           | 8      | 国民民主党2・無所属6     | 2          | 25                |
| 公明党静岡市議会                 | 6      | 公明党                   | 1          | 16.6              |
| 静岡市議会立憲民主党             | 4      | 立憲民主党               | 2          | 50                |
| 日本共産党静岡市議会議員団       | 4      | 日本共産党               | 1          | 25                |
| 創生静岡                         | 2      | 無所属                   | 0          | 0                 |
| 緑の党グリーンズジャパン         | 1      | 緑の党グリーンズジャパン | 0          | 0                 |
| チェンジングしずおかプロジェクト | 1      | 無所属                   | 1          | 100               |
| 計                               | 48     |                          | 18.75      |                   |

（2025年3月現在）

## 議員報酬等
| 役職   | 議員報酬        | 政務活動費  |
| ------ | --------------- | ----------- |
| 議長   | 月額 82万4000円 | 月額 25万円 |
| 副議長 | 月額 73万5000円 | 月額 25万円 |
| 議員   | 月額 66万3000円 | 月額 25万円 |

- 別途、年2回期末手当あり
- 政務活動費の残金は市に返還する義務がある
- 議員年金は2011年（平成23年）6月1日で廃止されている

## 常任委員会
- 総務委員会（8名）
- 市民環境教育委員会（8名）
- 厚生委員会（8名）
- 観光文化経済委員会（8名）
- 都市建設委員会（8名）
- 企業消防委員会（7名）

## 定例会
- 2月、6月、9月、11月